# Madoqua piacentinii
Dik-dik argenté
Espèce
Statut de conservation UICN

 DD  : Données insuffisantes
Madoqua piacentinii est une espèce d'antilopes naines communément appelée Dik-dik argenté.

## Étymologie
Son nom spécifique, piacentinii, lui a été donné en l'honneur de Renato Piacentini, consul d'Italie à Aden et ami de l'auteur.

## Publication originale
(en) Ralph Evelyn Drake-Brockman, « On Antelopes of the Genera Madoqua and Rhynchotragus found in Somaliland », Proceedings of the Zoological Society of London, Londres, vol. 1911,‎ 1911, p. 977-984 (lire en ligne, consulté le 18 mars 2019).